# Thule (mito)

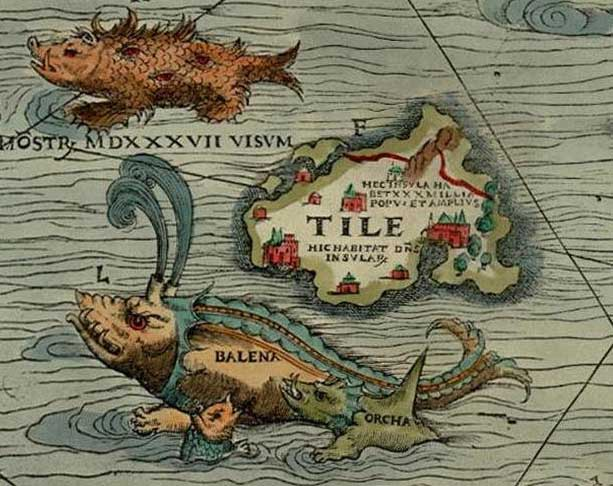
Thule raffigurata nella Carta marina di Olao Magno del 1539. L'isola è chiamata "Tile". Accanto all'isola sono raffigurati un "mostro visto nel 1537", una balena e un'orca.

Thule (o anche, in italiano, Tule) è un'isola leggendaria, che compare citata per la prima volta nei diari di viaggio dell'esploratore greco Pitea (Pytheas), salpato dalla colonia greco-occidentale di Massalia (l'odierna Marsiglia) verso il 330 a.C. per un'esplorazione dell'Atlantico del Nord.
Nei suoi resoconti (screditati da Strabone) si parla di Thule (in greco antico: Θούλη?, Thoúlē) come di una terra di fuoco e ghiaccio nella quale il sole non tramonta mai.
Fu citata anche da Tacito nella sua opera De vita et moribus Iulii Agricolae in cui tratta dell'esplorazione e della conquista della Britannia.

## Storia
Di Thule parlano Eratostene, Dionisio Periegete, Strabone, Pomponio Mela, Plinio il Vecchio, Virgilio. Vi accenna anche Seneca nella tragedia Medea:
(Seneca, Medea, vv. 375-9)
Il fascino del racconto di Pitea aveva suggerito, già nel II secolo a.C., l'inserimento dell'isola nel quadro di narrazioni fantasiose, come avviene nel romanzo Le incredibili meraviglie al di là di Tule di Antonio Diogene.
Nella Geografia di Claudio Tolomeo, Thule è tuttavia un'isola concreta, della quale si forniscono le coordinate (latitudine e longitudine), riferite alle estremità settentrionale, meridionale, occidentale e orientale, seppur in modo troppo approssimativo perché si possa darne un'identificazione certa.
Successivamente ne parlano Marziano Capella, Boezio, Beda e Petrarca.
L'identificazione della Thule di Pitea e di Tolomeo (non necessariamente coincidenti) è sempre stata problematica e ha dato luogo a diverse ipotesi, anche per la generale inaccuratezza delle coordinate assegnate da Tolomeo a luoghi lontani dall'Impero romano.
Vari autori hanno ipotizzato l'identificazione di Thule con luoghi disparati: l'Islanda, le Isole Shetland (in particolare l'isola maggiore), le Fær Øer, o l'isola di Saaremaa. Tre sono le teorie più accreditate:
- Pitea avrebbe dato il nome di Thule a un tratto della costa norvegese.
- Thule si identificherebbe con la Groenlandia[5]. Correggendo l'errore sistematico sulle longitudini della Geografia di Tolomeo, come proposto da Lucio Russo, le coordinate di Tolomeo indicherebbero proprio un punto sulla costa della Groenlandia[6].
- Thule sarebbe l'Islanda[7], come anche riportato nella mappa Septentrionalium Regionum del Theatrum Orbis Terrarum di Abramo Ortelio, in cui sull'isola, riportata come Islant Thule, è possibile identificare Hafnarfjörður (riportata come Anafjord) e Skálholt (riportata come Scalholdin).

Secondo la teoria proposta da Lennart Meri, è possibile che Thule sia l'isola di Saaremaa, in Estonia, mentre il nome di "Thule" avrebbe potuto essere collegato al termine finnico tule ("(di) fuoco"), al folklore locale e alla mitologia finlandese, che raffiguravano la nascita del lago dei crateri di Kaali. Kaali era considerato il luogo in cui "il sole andava a riposare."

### Ipotesi di identificazione con l'Islanda
L'idea che Thule possa essere identificata con l'Islanda ha incuriosito molto gli storici, in quanto, secondo le conoscenze ufficiali, gli scopritori e primi colonizzatori dell'isola sarebbero invece i Vichinghi, che vi approdarono nel IX secolo e vi trovarono un'isola deserta, ghiacciata e umida, ma accogliente, a differenza dell'isola fertile e popolata descritta da Pitea. Tuttavia, a sostegno della teoria ci sarebbero le cronache dell'epoca (La navigazione di san Brandano) che raccontano di monaci irlandesi guidati da San Brendano arrivati sull'isola già nel VI secolo e ancora prima. Durante tutto il Novecento sono state scoperte in varie zone dell'Islanda meridionale monete romane databili tra il II e il III secolo oggi conservate al Museo nazionale d'Islanda di Reykjavík che dimostrerebbero una conoscenza e frequentazione dell'isola già nell'antichità.

## Descrizione
L'isola si troverebbe a sei giorni di navigazione dalle Orcadi e avrebbe dimensioni gigantesche, dieci volte la superficie della Gran Bretagna; l'isola non sarebbe fertile e l'aria impregnata di un misto di vapore di mare e ossigeno; data la sua alta latitudine, al solstizio d'estate il sole non tramonta mai e resta così fino a quello d'inverno, quando per quaranta giorni si ha buio totale, periodo durante il quale gli abitanti dormono.

### Scrifitini
Una tribù che abita l'isola è quella degli Scrifitini che vivono come bestie: vivono nudi e scalzi, non bevono vino e non coltivano la terra; per nutrirsi cacciano animali di grossa taglia che abitano le foreste; le pelli di questi animali sono l'unico riparo nei giorni più freddi; i bambini vengono nutriti con il midollo delle bestie, anziché col latte materno; i neonati vengono appesi agli alberi, viene conficcato loro un pezzo di midollo, mentre i genitori li lasciano soli per andare a caccia.

### Altre tribù
Una tribù molto selvaggia ha una religione primitiva che ritiene che dèi e demoni abitino qualsiasi pietra, fiume e albero; per ingraziarseli essi offrono sacrifici umani in modo cruento; la vittima viene uccisa su un altare, impalata o scaraventata da un crepaccio.
La tribù più socievole, invece, prepara uno squisito idromele, dato che essi allevano api per produrre miele.

## L'ultima Thule
Nel corso della tarda antichità e nel medioevo il ricordo della lontana Thule ha generato un resistente mito: quello dell'ultima Thule, come fu per la prima volta definita dal poeta latino Virgilio nel senso di estrema, cioè ultima terra conoscibile, e il cui significato nel corso dei secoli trasla fino a indicare tutte le terre "al di là del mondo conosciuto", come indica l'origine etrusca della parola tular, confine. Il mito, che possiede molte analogie con altri miti, ha affascinato anche in epoca moderna.
Esso è stato anche alla base della formazione di gruppi occulti come quello tedesco della Società Thule (Thule Gesellschaft), fondata il 18 agosto 1918, che identificava in Thule l'origine della saggezza della razza ariana, popolata da giganti con i capelli biondi, gli occhi azzurri e la pelle chiara, che un tempo dominavano il mondo, potere successivamente perso per aver consumato relazioni sessuali con membri di altre razze, inferiori, subumane e in parte animali.
Secondo l'interpretazione dei membri della Thule Gesellschaft e di altri esponenti della ariosofia, il mito tratta di una terra abitata da una razza umana "superiore", identificata sovente con il popolo degli Iperborei, organizzata in una società pressoché perfetta; vi si possono facilmente ritrovare alcune delle basi del concetto – accolto e divulgato dal nazismo – di razza ariana, ovvero superiore a qualsiasi altra e dunque inevitabilmente dominante sul mondo.

## La ballata del Re di Thule
Nel Faust di Goethe è presente un riferimento al mito di Thule nella scena in cui Margherita canta i versi della ballata del Re di Thule, storia di un amore infelice che fa da sfondo, e in un certo senso da specchio, alla vicenda d'amore tra lei e Faust: vicenda destinata a concludersi tragicamente come quella del re protagonista della canzone.
Dei versi di Goethe è stata operata una traduzione in italiano da parte del poeta Giosuè Carducci:
Gar treu bis an das Grab,

Dem sterbend seine Buhle

einen goldnen Becher gab.
Es ging ihm nichts darüber,

Er leert' ihn jeden Schmaus;

Die Augen gingen ihm über,

So oft er trank daraus.
Und als er kam zu sterben,

Zählt' er seine Städt' im Reich,

Gönnt' alles seinen Erben,

Den Becher nicht zugleich.
Er saß beim Königsmahle,

Die Ritter um ihn her,

Auf hohem Vätersaale,

Dort auf dem Schloß am Meer.
Dort stand der alte Zecher,

Trank letzte Lebensglut,

Und warf den heiligen Becher

Hinunter in die Flut.
Er sah ihn stürzen, trinken

Und sinken tief ins Meer,

die Augen täten ihm sinken,

Trank nie einen Tropfen mehr.»
Egli era in Thule un re:

Morì l'amor suo bello,

E un nappo d'or gli diè.
Nulla ebbe caro ei tanto,

E sempre quel vuotò:

Ma gli sgorgava il pianto

Ognor ch'ei vi trincò.
Venuto a l'ultim'ore

Contò le sue città:

Diè tutto al successore,

Ma il nappo d'or non già.
Ne l'aula de gli alteri

Suoi padri a banchettar

Sedé tra i cavalieri

Nel suo castello al mar.
Bevé de la gioconda

Vita l'estremo ardor,

Gittò il nappo a l'onda

Il vecchio bevitor.
Piombar lo vide, lento

Empiersi e sparir giù;

E giù gli cadde spento

L'occhio e non bevve più.»
(Johann Wolfgang von Goethe, Der König in Thule, 1774, trad. it. di Giosuè Carducci, Il re di Thule, Rime Nuove, XCV, 1906)

## Thule nella cultura di massa

### Narrativa
- Il romanzo Signore delle Ombre (Lord of Shadows), pubblicato nel 2017 dalla scrittrice statunitense Cassandra Clare, è diviso in due parti, Prima Thule e Seconda Thule. In aggiunta, l'ultimo capitolo prende il nome di Ultima Thule.
- Thule è anche uno dei paesi immaginari presenti nella saga di Ulysses Moore, scritta da Pierdomenico Baccalario. Essa è infatti raggiungibile tramite le Porte del Tempo od il Labirinto d'Ombra, che la collega agli altri porti dei sogni. Benché nessun libro della serie vi sia ambientato, si sa che i protagonisti visitano Thule, poiché ne viene fatto un riferimento nell'undicesimo libro.
- L'albo n. 479 del fumetto Zagor si intitola "Ultima Thule" (giugno 2005).
- Nel 2008 viene pubblicato il romanzo Thule: l'impero dei ghiacci di Carlo A. Martigli, un fantasy per ragazzi.

### Serie TV
- Nella prima stagione di Spazio 1999, episodio nº5 "Il pianeta di ghiaccio" ("Death's other dominion") i protagonisti incontrano i sopravvissuti di una spedizione spaziale terrestre naufragati con un balzo spazio-temporale su un pianeta di ghiaccio chiamato "Ultima Thule".
- Nell'ottava stagione di Supernatural, episodio nº8 "Tutti odiano Hitler" Sam e Dean Winchester combattono contro un membro della "Thule", una congrega di Negromanti nazisti che conduce esperimenti umani per riportare in vita i morti.

### Musica
- Il compositore austriaco Franz Schubert intitola Der König in Thule un suo famoso lied sui versi della poesia dal Faust di Goethe. In libera traduzione francese, la stessa ballata è cantata nel Faust di Gounod. I versi di Goethe sono stati musicati da numerosi altri compositori.
- Nel brano del cantautore genovese Fabrizio De André Via della Povertà (1974) si cita l'ultima Thule. A sua volta la canzone è una traduzione della famosa canzone Desolation Row di Bob Dylan contenuta nel celebre album Highway 61 Revisited del 1965.
- Il 27 novembre 2012 è uscito il ventiquattresimo album del cantautore italiano Francesco Guccini intitolato L'ultima Thule ad indicare l'ultimo lavoro della sua carriera discografica[14].
- Il gruppo tedesco Tangerine Dream ha intitolato il suo primo singolo come Ultima Thule Teil 1/2.
- Un brano del gruppo di musica alternativa di estrema destra Compagnia dell'anello è intitolato Terra di Thule.
- Il 13 marzo 2020 il musicista norvegese Burzum pubblica un album intitolato Thulêan Mysteries.[15]
- Il gruppo progressive rock statunitense EVERSHIP, nell'album omonimo d'esordio del 2016, inserisce il brano (4º) Ultima Thule, descrivendo gli amori e le vicissitudini di un marinaio in viaggio verso un mondo ignoto.[16]

## Geografia
- L'arcipelago più meridionale delle isole Sandwich Australi prende il nome di isole Thule meridionali: furono scoperte e chiamate così da James Cook, poiché sembravano poste all'estremo confine del mondo.
- Qaanaaq, la città più a nord della Groenlandia, era un tempo chiamata Thule.

## Astronomia
- 279 Thule – asteroide
- Ultima Thule – soprannome del corpo celeste 486958 Arrokoth appartenente alla fascia di Kuiper, che la sonda New Horizons ha raggiunto a Capodanno 2019[17].

### Libri antichi
- Diodoro Siculo, Biblioteca storica, I secolo a.C.
- Procopio, La guerra gotica, IV secolo.
- Strabone, Geografia, I secolo a.C.

### Libri moderni
- Umberto Eco, Storia delle terre e dei luoghi leggendari, Milano, Bompiani, 2013, ISBN 978-88-452-7392-6.
- Anna Ferrari, Dizionario dei luoghi letterari immaginari, Torino, UTET libreria, 2007, ISBN 978-88-02-07868-7.
- Gianni Guadalupi e Alberto Manguel, Dizionario dei luoghi fantastici, traduzione di Ilaria Rizzato e Licia Brustolin, illustrazioni di Graham Greenfield e di Eric Beddows, mappe e carte di James Cook, nuova edizione aggiornata e ampliata, Milano, Archinto, 2010, ISBN 978-88-7768-515-5.